# Mahmoud Al-Khatib
Mahmoud Al-Khatib, noto come Bibo (in arabo بيبو‎?) (in arabo محمود الخطيب‎?; Qarqirah, 30 ottobre 1954), è un dirigente sportivo ed ex calciatore egiziano, di ruolo attaccante, presidente dell'Al-Ahly.

## Carriera
Considerato uno dei calciatori africani più validi di tutte le epoche, ha giocato per tutta la sua carriera all'Al-Ahly, dove ha vinto numerosi titoli a livello di squadra e, a livello individuale, il Pallone d'oro africano nel 1983.
In totale con i diavoli rossi ha vinto 10 campionati egiziani, 5 coppe d'Egitto, 2 Coppe dei Campioni d'Africa e 3 Coppe delle Coppe d'Africa.
Con la nazionale egiziana ha vinto una Coppa d'Africa nel 1986.
Nel 2014 è diventato vicepresidente dell'Al Ahly, carica che ha mantenuto fino al 2017, anno in cui ne è diventato presidente.

## Palmarès

### Club

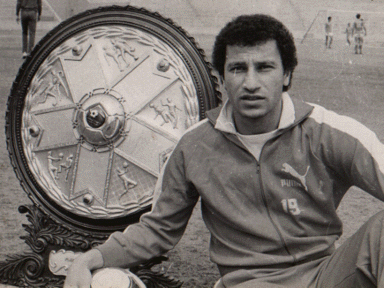
Al-Khatib posa con il trofeo del campionato egiziano 1976-1977

#### Competizioni nazionali
- Campionato egiziano: 10

Al-Ahly: 1974-1975, 1975-1976, 1976-1977, 1978-1979, 1979-1980, 1980-1981, 1981-1982, 1984-1985, 1985-1986, 1986-1987
- Coppa d'Egitto: 5

Al-Ahly: 1978, 1981, 1983, 1984, 1985

#### Competizioni internazionali
- Coppa dei Campioni d'Africa: 2

Al-Ahly: 1982, 1987
- Coppa delle Coppe d'Africa: 3

Al-Ahly: 1983-1984, 1984-1985, 1985-1986

### Nazionale
- Coppa d'Africa: 1

Egitto 1986

### Individuale
- Capocannoniere del campionato egiziano: 2

1977-1978 (11 gol), 1980-1981 (11 gol)
- Capocannoniere della Coppa dei Campioni d'Africa: 5 (record)

1977 (4 gol), 1981 (6 gol), 1982 (6 gol), 1983 (6 gol), 1987 (5 gol)
- Calciatore africano dell'anno: 1

1983